# Буферна зона Північної Сирії
Буферна зона Північної Сирії (англ. Northern Syria Buffer Zone) також відома як Безпечна зона (англ. Safe Zone) або Коридор Миру (англ. Peace Corridor) — демілітаризована зона (ДМЗ), встановлена на сирійсько-турецькому кордоні в серпні 2019 року. Початковою метою ДМЗ було запобігти черговому вторгненню Туреччини в Північну Сирію.

## Причини

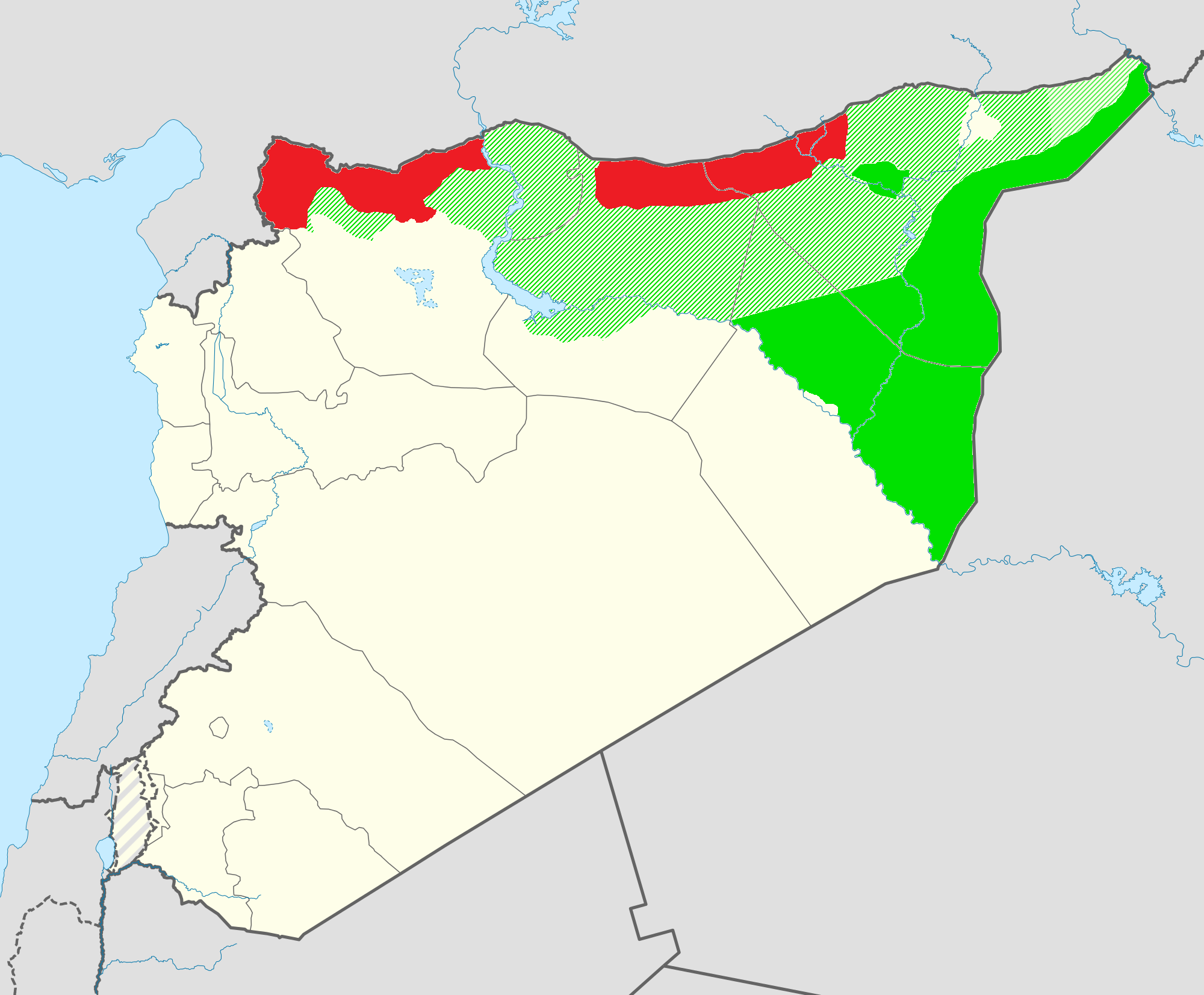
Підконтрольна СДС територія (зелена) та окупована Туреччиною територія (червона) у жовтні 2019 року

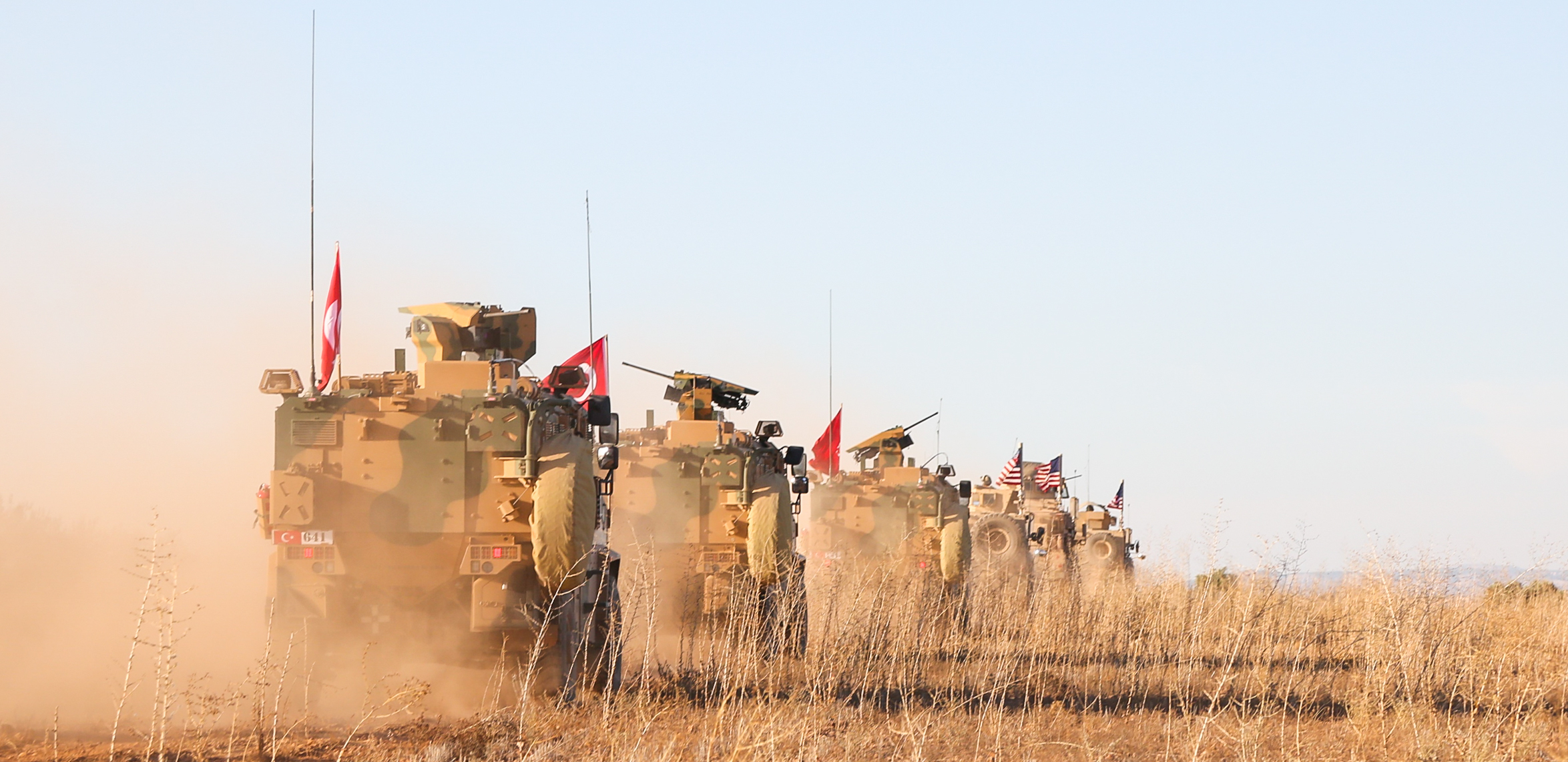
1 листопада 2018 року американські та турецькі сили проводять спільний патруль неподалік Манбіджу у рамках «дорожньої карти Манбідж». Дорожня карта ніколи не була повністю виконана, і спільні патрулі припинилися незабаром після цього.

Сирійські демократичні сили (СДС) є учасником Сирійської громадянської війни і служать збройними силами Автономної адміністрації Північної та Східної Сирії. СДС складаются з численних груп, найбільш відомими серед яких є YPG та YPJ та їх політична гілка, PYD, яку Туреччина вважає філією Робітничої партії Курдистану (PKK) організація, яку Туреччина вважає терористичною групою і з якою вона брала участь у збройному конфлікті після розриву мирних переговорів у 2015 році. З цієї причини Туреччина розглядає весь СДС не що інше, як розширення ПКК. Це призвело до того, що Туреччина двічі втручалася проти групи, спочатку вторгшись у Північну Сирію, щоб запобігти зв'язуванню районів, що утримуються СДС, а пізніше, розпочавши повномасштабну атаку проти СДС в Африні. У результаті турецьких операцій Туреччина створила окупаційну зону на півночі Сирії, яка стала об'єктом повстання СДС. Президент Туреччини Реджеп Таїп Ердоган часто висловлював бажання насильно усунути СДС з сирійсько-турецького кордону.
З іншого боку, СДС став одним з головних сирійських партнерів США у військовій інтервенції проти ІДІЛ, що призвело до того, що американські війська розміщувались на територіях, що утримуються СДС, тим самим запобігаючи турецькому вторгненню. У той же час президент США Дональд Трамп висловив намір відійти від громадянської війни в Сирії, спочатку наказав відкликати всі війська США в Сирії, але пізніше вирішив залишити невеликий контингент за бажанням своїх військових радників. Тим не менш, США прагнуть підтримувати добрі відносини з Туреччиною, які до цього часу були напружені відмовою США в екстрадиції турецького дисидента Фетхуллаха Ґюлена (якого Туреччина звинувачує в спробі перевороту 2016 року) і Купівля Туреччиною ракетних систем С-400 у Росії, оскільки Туреччина вважається ключовим членом НАТО на Близькому Сході.
США та Туреччина раніше дипломатично зіткнулися з питанням міста Манбідж, що лежало в зоні СДС, і Туреччина хотіла очистити місто від підрозділів YPG, розміщених там. Результатом стала «дорожня карта Манбіджу», яку оформили Туреччина та США, що, врешті-решт, призведе до виходу з міста YPG. Дорожня карта, однак, так і не була реалізована, і YPG ніколи не відкликалося. Туреччина звинуватила США в тому, що ті затягують і саботують виконання дорожньої карти, пообіцявши ніколи не укладати подібну угоду в майбутньому.
Відносини між Туреччиною та СДС ставали все більш холодними в середині 2019 року, коли СДС об'єднала сили з сирійським урядом, щоб перемогти невеликі турецькі сутички в Тель Ріфат.
Заступник міністра оборони на Близькому Сході Майкл Малрой заявив в Раді з питань закордонних відносин, що США не можуть реалізовувати свою стратегію в Сирії без таких партнерів, як, курдське відділення СДС, які "несли більшу частину тягаря в знищенні ісламської " ІДІЛ ". Він наголосив, що США не повинні відводити війська до стабілізації ситуації в районі. «І якщо ми цього не зробимо, ми знову будемо там, безумовно, зробимо це ще раз», — сказав Малрой.
«Ми зобов'язані цим людям, які живуть там, які несуть неймовірні тягарі, і ми зобов'язані чоловікам і жінкам».

## Процес переговорів

### Попередні переговори та початковий провал
Влітку 2019 року турецький президент заявив, що Туреччина не може «більше чекати» і не терпить продовження присутності SDF на турецько-сирійському кордоні. Він заявив, що якщо США не погоджуються на угоду, вивести СДС з цих районів, Туреччина в односторонньому порядку розпочне повномасштабне вторгнення на території, що утримуються СДС на схід від річки Євфрат, встановивши окуповану Туреччиною «зону безпеки» уздовж кордону — , керівництво США заявило що це «неприйнятно». Армія Туреччини збирається вздовж кордону, адміністрація Трампа вирішила розпочати переговори з Туреччиною щодо створення «безпечної зони», яка б принципово стосувалася присутності СДС у Північній Сирії. Дві сторони спочатку не змогли домовитися, спочатку США пропонували глибоку зону 10–15 кілометрів (6,2–9,3 милі) під спільним американсько-турецьким контролем, в той час як Туреччина вимагала 30–50 кілометрів (19–31 миля) — глибокої зони під єдиним турецьким контролем.

### Досягнення мети
7 серпня 2019 року Туреччина та США досягли загальної угоди, яка запобігла б односторонньому вторгненню Туреччини на північ Сирії. Перші кроки включали створення «центру спільних операцій», який би координував створення «коридору миру» уздовж сирійської сторони сирійсько-турецького кордону, залишаючи при цьому деталі про розміри та масштаби " коридору миру «невизначеними і неоднозначними.

### Перший патруль та розбіжність в поглядах
8 вересня 2019 року, через декілька годин після того, як Збройні сили Туреччини та Сполучених Штатів провели перший спільний патруль поблизу сирійського міста Телла Аб'яда, президент Ердоган заявив про „постійні розбіжності“ з США щодо угоди. За його словами, США „шукають безпечну зону для терористичної організації“, а не для Туреччини.

## Умови угоди
У середині серпня 2019 року голова Сирійських демократичних сил заявив, що дві сторони домовилися про особливості угоди про безпечну зону. Вони були перераховані наступним чином:
- Буферна зона (яка також називається „безпечною зоною“ або „коридором миру“ деякими сторонами) буде створена в районах між річками Тигр та Євфрат (за винятком району Манбідж) на півночі Сирії, загальною площею близько 115 км кордон між двома країнами.
- Зона буде глибиною 5 кілометрів (3,1 милі), тоді як у кількох обмежених районах вона буде розширена до 9–14 кілометрів (5,6–8,7 милі) глибиною. Розширена частина зони розташовуватиметься між містами Серекано та Телла Абяда. На останньому етапі реалізації угоди, 14 км зону може бути продовжено на 4 кілометри (2,5 милі), досягнувши 18 кілометрів (11 миль) у найглибшій точці. У межах „поясу безпеки“ регулярним підрозділам СДС (включаючи YPG та YPJ) було б дозволено залишатися на своїх позиціях, але вони повинні були б вилучити всю важку зброю. Ніякі ворожі дії чи акти агресії не допускаються в буферній зоні.
- Сили YPG та YPJ повністю вийдуть із 5-9-14 км буферної зони, залишивши райони, з яких вони виводяться, під контролем військових рад СДС та цивільним контролем Автономної адміністрації Північної та Східної Сирії (остання з яких підтримє статус-кво).
- Турецьким розвідувальним літальним апаратам буде дозволено здійснювати спостереження за зоною, але турецьким бойовим літакам не дозволятимуть входити і здійснювати авіаудари.
- СДС буде підтримувати в нормальному стані прикордонні укріплення, побудовані вздовж сирійсько-турецького кордону.
- США та Туреччина проводитимуть спільні військові патрулі вздовж буферної зони, але не займатимуть території. Окремі турецькі патрулі не дозволятимутся.
- Спільний американсько-турецький операційний центр здійснюватиме контроль за виконанням угоди та координувати дії між двома сторонами.
- Деякі із сирійських біженців, які зараз перебувають у Туреччині, можуть почати переселятися в райони буферної зони.
- Туреччина утримуватимется від будь-яких вторгнень у Північну Сирію.
- Туреччина не буде створювати жодних спостережних пунктів у Північній Сирії, як це було зроблено в Ідлібі. Усі спостережні пункти повинні бути побудовані на території Турецької Республіки.

Пізніше СДС уточнили, що більшість зони включатиме сільські райони та військові позиції, але не охоплюватиме міста та селища.

## Перебіг подій

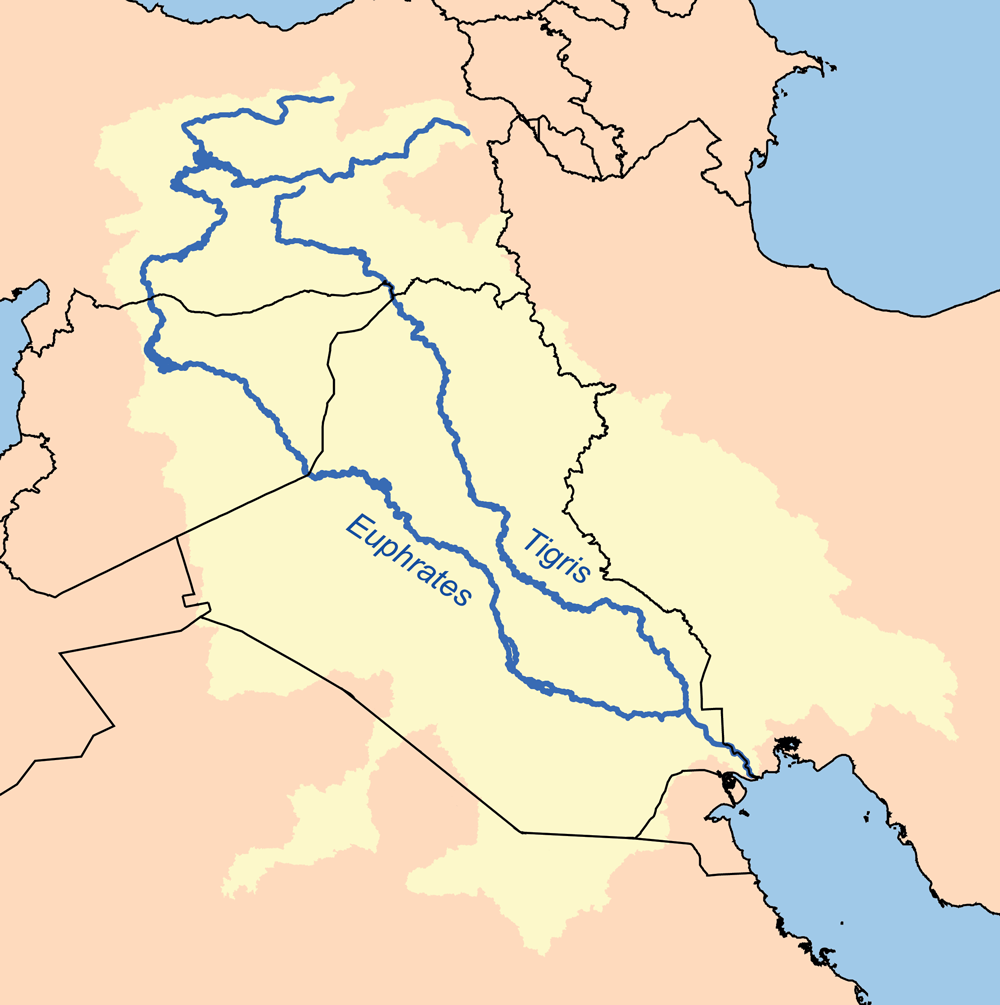
Карта річок Тигр та Євфрат, між якими встановлена буферна зона

14 серпня 2019 року турецькі спостережні безпілотники почали наглядові польоти над буферною зоною.
24 серпня міністр оборони Туреччини Хулусі Акар повідомив, що спільний турецько-американський оперативний центр повністю працює, додавши, що в цей же день розпочнуться спільні польоти вертольотів.
- Перший спільний політ американсько-турецького вертольота відбувся незабаром, на цьому ж гелікоптері летіли два генерали, один із армії США та один з турецької армії.[41][42]

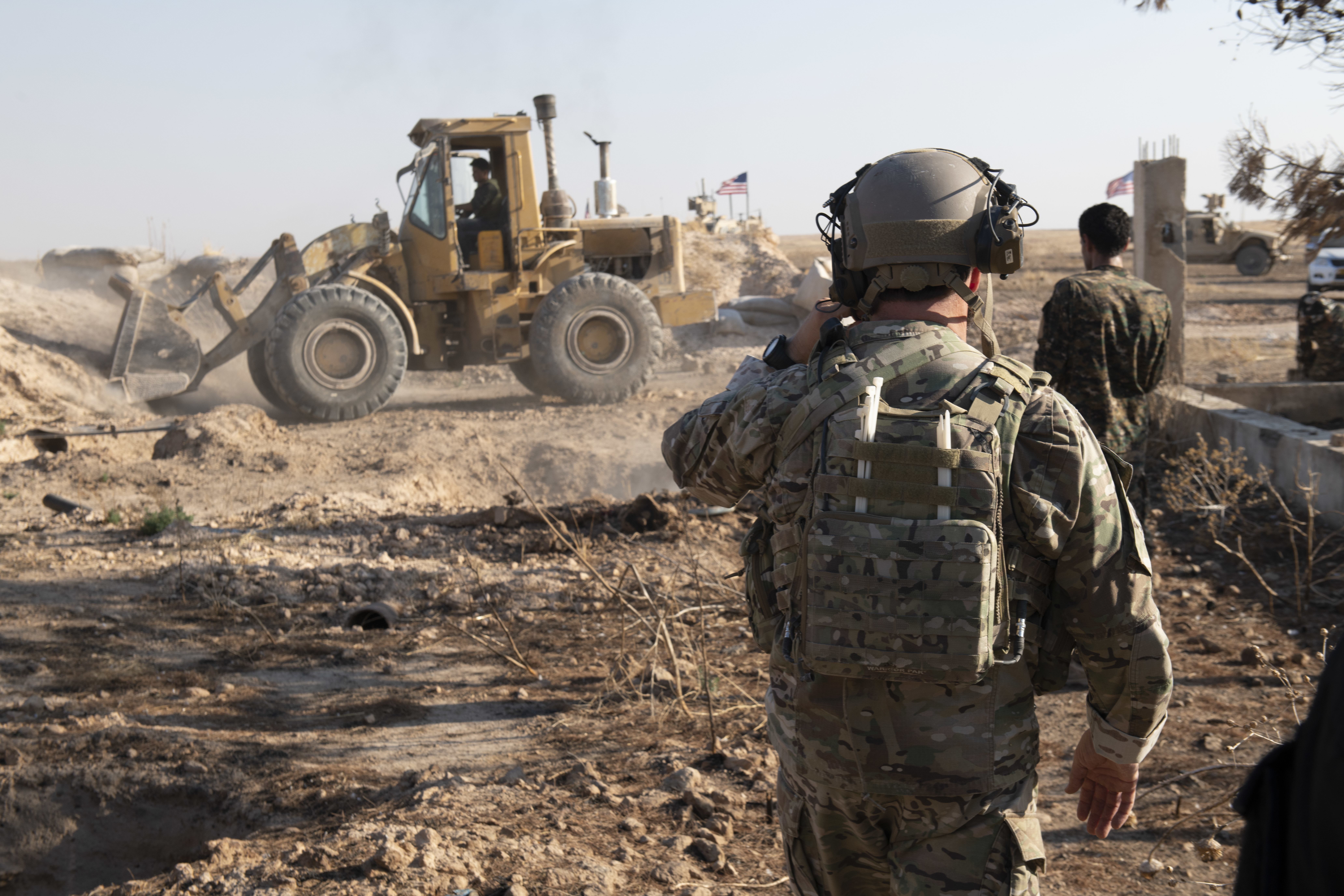
Сирійські демократичні сили монтують прикордонні укріплення на півночі Сирії під наглядом американських солдатів, 22 серпня 2019 року

- Того ж дня СДС розпочали монтаж прикордонних укріплень уздовж сирійсько-турецького кордону під наглядом США.[43][44]

### Початок планового відводу СДС
26 серпня президент Туреччини Реджеп Ердоган заявив, що спільні турецько-американські патрулі в межах зони розпочнуться „незабаром“.
27 серпня вступив у дію перший етап запланованого виведення, підрозділи YPG покинули свої позиції та вийшли разом зі зброєю із Тель Абяд та Серекані.
31 серпня президент Туреччини попередив, що Туреччина „здійснить власні плани“, якщо турецьким солдатам не буде дозволено контролювати буферну зону на Північній Сирії протягом двох-трьох тижнів.
4 вересня військова рада СДС Рас-аль-Айн (до складу якої входили місцеві бійці, піддані СДС) розпочала спільні патрулювання з американським персоналом по всьому місту, після виходу штатних підрозділів з району за тиждень до цього. У той же час президент Туреччини назвав зону „не що інше, як пуста назва“. Незважаючи на заяву президента Туреччини, його речник заявив, що Туреччина вже завершила свої підготовчі дії щодо реалізації „американсько-турецького спільного оперативного плану“. Співголова виконавчої ради СДС заявив, що буферна зона „добре починається“, але наполягала на тому, що Туреччина повинна вивести свої війська з кордону до того, як „запанує спокій“.
5 вересня президент Туреччини висловив бажання переселити 1 мільйон біженців (із 3,6 мільйонів, які проживають в Туреччині в цей момент) в межі буферної зони. Він також погрожував „відкрити ворота“ і нехай усі біженці вільно емігрують у Західну Європу, якщо Туреччина не отримає підтримки від Сполучених Штатів та Європейського Союзу щодо її планів у буферній зоні. Потім він потребував, щоб спільні американсько-турецькі патрулі в межах зони розпочалися до останнього тижня вересня.
6 вересня міністр оборони Туреччини Хулусі Акар оголосив, що в неділю, 8 вересня, повинні початись спільні американсько-турецькі наземні патрулі в межах зони.

### Початок спільних наземних патрулювань
8 вересня Збройні сили Туреччини та Сполучених Штатів провели перший спільний наземний патруль, починаючи з периметру Телла Аб'яда, недалеко від турецького міста Акчакале.
- У патрулі було задіяно шість турецьких бронемашин та кілька американських бронетанкових машин. Патруль вирушив до контрольованої курдами бази, щоб перевірити її та забезпечити демонтаж траншей.[65]
- Сирійський уряд засудив започаткування спільних патрулів, заявивши, що він розглядає їх як грубе порушення національного суверенітету та територіальної цілісності.[66][67]
- Турецький президент висловив невдоволення буферною зоною, звинувативши Сполучені Штати у створенні буферної зони на користь YPG, а не Туреччини.[68][69]

10 вересня міністр закордонних справ Туреччини Мевлют Чавушоглу звинуватив Сполучені Штати у „затримці“ імплементації зони і підтвердив загрозу того, що Туреччина в односторонньому порядку вторгнеться в Північну Сирію, якщо вона вважатиме це за необхідне. Також міністр вимагав розширити безпечну зону до 32 км, а не модель 5-9-14, яку зараз впроваджують США та СДС.
12 вересня американські військові повідомили, що розглядають пропозицію про направлення близько 150 додаткових груп до Північної Сирії в спробі „зменшити напругу“ між СДС та Туреччиною. Однак представник Пентагону заявив, що „позиція“ США в Сирії залишиться „незмінною“.
18 вересня президент Туреччини Ердоган заявив, що країна намагається оселити від 2 до 3 мільйонів біженців у прикордонній зоні (що на 1 мільйон більше ніж в його заяві 5 вересня). Він повторив неодноразову погрозу „здійснити власні плани [Туреччини]“, якщо він вважає, що „жодних результатів не було“ протягом деількох тижнів.
19 вересня американські військові продовжували озброювати сили YPG, незважаючи на неодноразові попередження Туреччини. Міністерство оборони Сполучених Штатів підтвердило, що продовжує поставляти зброю та транспортні засоби СДС, заявивши, що щомісяця вони повідомляють Туреччину, яке озброєння та транспортні засоби надсилаються групі.
24 вересня військові США та Туреччини провели другий спільний наземний патруль у межах буферної зони.
- Двум реактивам винищувачам військово-повітряних сил Туреччини F-16 було дозволено мирно літати над буферною зоною в рамках операції „Непохитна рішучість“.[83][84]
- Президент Туреччини Реджеп Таїп Ердоган виступив перед Генеральною Асамблеєю ООН, заявивши, що 3 мільйони сирійських біженців можуть бути переселені в буферну зону, якщо її буде пересунуто до Ракки та урядового міста Дайр-ез-Заур.[85][86] Він також склав карту, на якій зобразив більш глибокий „коридор“ безпеки в Північній Сирії на 30 км (19 миль) — наполягаючи на негайне розширення буферної зони до 30 км.[87][88]
- Сирійські демократичні сили відхилили заяву президента Туреччини, вважаючи запропонований ним план переселення для 3 мільйонів біженців як форму демографічної війни та „етнічної чистки“.[89]

### Звільнення Туреччиною буферної зони та загроза вторгнення
1 жовтня термін, призначений Туреччиною для виконання турецьких вимог, минув без їх дотримання, кинувши невизначеність щодо майбутнього буферної зони і покинувши регіон під загрозою турецького вторгнення.
5 жовтня президент Туреччини попередив, що повноцінне вторгнення Туреччини на Північну Сирію може розпочатися того ж дня або наступного, наголосивши що спільні американсько-турецькі наземні та повітряні патрулі це „казки“. Також було оголошено що турецькі військові готові до вторгнення, а у командування вже є відповідні військові плани.
- Уряд Курдистану попередив, що будь-яка атака може загрожувати повторній появі ІДІЛ, оскільки підрозділам СДС доведеться залишити свої гарнізони у нещодавно закріплених колишніх твердинях ІДІЛ, щоб протистояти вторгненню. У той же час чиновники СДС попередили, що вони „не вагаються, щоб відбити будь-який напад Туреччини в загальній війні на всьому кордоні та захистити свій народ“.[92][94]
- Міністр оборони США Марк Еспер дав неоднозначну заяву щодо турецької загрози, заявивши, що США „працюють над тим, щоб механізм безпеки функціонував“.[95][96]
- Коаліційні реактивні літаки, котріми керували США, інтенсивно моніторили сирійсько-турецький кордон, тоді як, повідомлялося, підрозділи СДС розпочали будівництво нових окопів і укріплень за 40 кілометрів (25 миль) на південь від кордону в очікуванні нападу після попереднього знесення власних укріплень уздовж кордон як частину угоди про буферну зону. Тим часом військові ради СДС уздовж усього кордону були приведені в порядок і почали готуватися протистояти турецьким військам.[97][98]

### Відступ сил США, СДС готується до вторгнення
7 жовтня відомство Білого дому оприлюднило прес-заяву, в якій зазначало, що Туреччина буде „рухатися вперед завдяки своїй довгостроковій операції на півночі Сирії“ і заявила, що, поки американські сили не підтримають операцію, вони відмовляться від територій та відступають. У заяві повідомляється, що президент США Дональд Трамп схвалив турецький наступ після того, як президент Туреччини Ердоган запевнив його, що Туреччина візьме на себе ув'язнення колишніх террористів ІДІЛ, утримуваних у полоні СДС. Раптове схвалення президентом США турецького вторгнення було розцінено як скасування цілей угоди про буферну зону і було прийнято суперечливо в межах Сполучених Штатів. Речники СДС заявив, що хід США був „ударом у спину“ і запевнив, що СДС „захистить північний схід Сирії за будь-яку ціну“.
- Після заяви про схвалення турецької операції президент США Трамп написав погрозу своєму турецькому колезі, в якій заявив, що якщо Туреччина вчинить якісь дії, то він, би» повністю знищив " турецьку економіку.[103][104][105]
- Сенатор США Ліндсі Греем заявив, що «запровадить двосторонні санкції проти Туреччини, якщо вони вторгнуться в Сирію». Греем заявив, що також «закликає їх відсторонення від НАТО, якщо вони нападуть на курдські сили, які допомагали США у знищенні халіфату ІДІС».[106]
- СДС направили велику кількість підкріплень з Ракки та північного району Дайр-ез-Заур у напрямку сирійсько-турецького кордону, особливо навколо районів Рас-аль-Айн та Телла-Аб'яда.[107][108]
- Декілька тисяч жителів міста Кобане, що під контролем в СДС, вийшли на демонстрацію проти турецьких погроз.[109]

8 жовтня чиновники СДС висловили свої наміри вести переговори з президентом Сирії Башаром Асадом, щоб домовитись про угоду, яка могла б побачити входження підрозділів сирійської армії на території, утримувані СДС, які, як вони сподіваються, перешкоджають запланованому турецькому вторгненню.
- Міністр закордонних справ Сирії закликав курдські сили передати сирійському уряду декілька підконтрольних їм територій, заявивши, що якщо вони відмовляться це робити, вони зіткнуться з «прірвою» в виді Туреччини.[114][115]
- Масуд Барзані, старший політик регіонального уряду Іракського Курдистану, закликав Росію втрутитися в кризу, щоб запобігти «подальшим стражданням і болючістю курдського народу в Сирії».[116]

### Кінець демілітаризації та початок турецького наступу
9 жовтня президент Туреччини Ердоган оголосив, що наступ на СДС, "Операція «Джерело миру» ", розпочалася.
- Сирійський уряд рішуче засудив турецьку операцію, звинувативши Туреччину в «ганебному» порушенні міжнародного права, а також територіальній цілісності Сирії.[120]
- Сирійські демократичні сили закликали міжнародне співтовариство запровадити зону заборони польоту над Північною Сирією, щоб не допустити «неминучої гуманітарної кризи».[118]

## Реакція

### Міжнародна
- Сирія — Сирійський уряд рішуче засудив та категорично відхилив угоду, назвавши її «кричущою атакою» на національний суверенітет нації, а також порушенням міжнародного права.[23][121]
- Туреччина — Міністр закордонних справ Туреччини Мевлют Чавушоглу попередив, що Туреччина не дозволить впровадженню буферної зони «затриматись», і попередив, що Туреччина не допустить повторення невимушеного дорожнього проїзду в Манбідж. Далі Чавушоглу закликав очистити буферну зону від «терористів YPG».[122][123]
- США — Посольство США в Туреччині оприлюднило заяву, в якій зазначило, що військові делегації США та Туреччини зустрілися та домовились працювати разом для вирішення проблем безпеки Туреччини.[124]
- Росія -Росія попередила, що вважає зусилля щодо розділення північно-східної Сирії неприпустимими, і додала, що будь-яка законна угода вимагатиме схвалення сирійського уряду. Росія закликала до діалогу між сирійським урядом та Рожавою як засіб запобігти поділу Сирії.[36] Однак через кілька тижнів під час візиту президента Туреччини Реджепа Таїпа Ердогана до Москви президент Росії Володимир Путін в принципі висловив свою підтримку буферній зоні, заявивши, що Туреччина несе в собі «величезний набір біженців» і має «законні побоювання». над безпекою південних кордонів.[125] Міністр закордонних справ Росії Сергій Лавров прокоментував, що Росія «завжди підтримує» угоди про деескалацію, але наполягав на тому, що всі такі домовленості «поважають суверенітет та територіальну цілісність Сирії, а також права арабських племен, які традиційно проживають навколо Євфрату».[126]
- Іран — засудив угоду, вважаючи її «провокаційним та тривожним кроком», який, на її думку, порушує принципи міжнародного права та Статуту Організації Об'єднаних Націй.[36][127]
- Данія — Незадовго до того, як мали початись спільні американсько-турецькі наземні патрулі в межах зони, Данія оголосила, що направить війська та медичний персонал до районів, що знаходятся під контролем Північної Сирії, назвав це ходом надання допомоги СДС та "залишкам сил США в їх боротьбі проти ІДІЛ.[128][129] Міністерство оборони США привітало це повідомлення.[130]

### Недержавних груп та організацій
- Демократичні сили Сирії — оголосили про підтримку угоди, заявивши, що вони готові підтримати її реалізацію і «допоможуть, щоб забезпечити успіх зусиль щодо впровадження взаєморозуміння … з турецькою державою».[131][132] У той же час співголова департаменту закордонних відносин Сирійської Демократичної Ради заявив, що СДС не буде терпіти жодних наступальних дій турецьких військ, ані їх союзних збройних формувань.[133]
- Сирійська опозиція — Сирійська опозиція, серед якої Туреччина є одним з найбільших прихильників, підтримала турецьку позицію, вимагаючи розширити безпечну зону до 30–40 кілометрів (19–25 миль). Тимчасовий уряд опозиції Сирії прагнув одного дня контролювати зону, заявивши, що у них є три файли по 120 сторінок, які задокументували план управління зоною, якщо вони якось прийдуть зайнятися нею в якийсь момент в майбутньому.[36]